# TeDo Verlag
Die TeDo Verlag GmbH ist ein Fachverlag für Industrie und Handwerk mit Sitz in Marburg. Der Verlag gibt mit Stand 2020 zehn Fachmagazine heraus. Neben den Printprodukten informieren Newsletter, E-Paper, Online-Portale, Social Media, Webinare, virtuelle Messen und Business-Veranstaltungen über Ereignisse und Entwicklungen aus der jeweiligen Branche. Das Unternehmen beschäftigt rund 60 Mitarbeiter.

## Geschichte
Der TeDo Verlag wurde von Jamil Al-Badri gegründet und nahm seinen Anfang in der Garage des Herausgebers. Im Frühjahr 1988, zur Hannover Messe, erschien die erste Ausgabe des SPS-MAGAZINS, Zeitschrift für Automatisierungstechnik, deren Zielgruppe Anwender aus dem Maschinen- und Anlagenbau sind. Im Jahr 2000 wurde erstmals das Fachmagazin IT&Production veröffentlicht, das sich an Betriebs- und Produktionsleiter wendet. Das Wachstum des Verlags erforderte den Umzug im Jahr 2002 an den heutigen Standort. Ein Anbau im Jahr 2009 war notwendig, um neue Kapazitäten für den weiter wachsenden Verlag zu schaffen. Der TeDo Verlag übernahm im Mai 2020 alle vier Medienmarken des agt Verlags aus Ludwigsburg. Dessen 70-jährige Verlagstradition geht damit zum TeDo Verlag über. Das Fachmedienportfolio erweitert sich entsprechend um folgende Titel: dima — digitale maschinelle Fertigung, HOB — die Holzbearbeitung, dhf — Intralogistik, [me] — Magazin für Mechatronik & Engineering. Sämtliche Medien dieser Titel, von Print über Newsletter, Online und Social Media werden seitdem über den TeDo Verlag bedient.

## Produkte
Die Fachmedien des TeDo Verlags wenden sich primär an die Branchen Maschinen- und Anlagenbau, Elektrotechnische Industrie, Automobil- und Zulieferindustrie, Chemie-, Pharma- und Lebensmittelindustrie, Medizintechnik, Elektroinstallation und Elektrohandwerk, Systemintegratoren, IT Consulting.
| 1. Fachmagazine                  |                                                                     |      |
| Titel                            | Beschreibung                                                        | Seit |
| -------------------------------- | ------------------------------------------------------------------- | ---- |
| SPS-MAGAZIN                      | Zeitschrift für Automatisierungstechnik                             | 1988 |
| Industrial Communication Journal | Ethernet – Wireless – Security, Sonderbeilage des SPS-MAGAZINS      | 2007 |
| IT&Production                    | Zeitschrift für erfolgreiche Produktion                             | 2000 |
| GEBÄUDE DIGITAL                  | Elektroinstallation und Gebäudetechnik im 21. Jahrhundert           | 2007 |
| IoT DESIGN                       | Smarte Systeme für das Internet of Things                           | 2010 |
| InVISION                         | Machine Vision – Identification – Imaging                           | 2012 |
| SCHALTSCHRANKBAU                 | Anlagenbau, Industrie und Gebäude – Methoden, Komponenten, Workflow | 2015 |
| ROBOTIK UND PRODUKTION           | Integration – Anwendung – Lösung                                    | 2016 |
| dhf Intralogistik                | Innerbetriebliche Logistik                                          | 1954 |
| dima                             | Digitale maschinelle Fertigung                                      | 1946 |
| HOB - DIE HOLZBEARBEITUNG        | Fertigungstechnik in der Holzbe- und verarbeitung                   | 1953 |
| [me]                             | Mechatronik & Engineering                                           | 1971 |

| 2. Newsletter                     |                                                                                      |             |
| Titel                             | Beschreibung                                                                         | Erscheinung |
| --------------------------------- | ------------------------------------------------------------------------------------ | ----------- |
| Automation Newsletter             | Aktuelle Themen aus der Automatisierungsbranche                                      | 50 × Jahr   |
| Automation Product Newsletter     | Innovationen und Produkte aus der Automatisierungsbranche                            | 50 × Jahr   |
| IT&Production Newsletter          | Trends und aktuelle Themen für Fertigungsunternehmen                                 | 59 × Jahr   |
| GEBÄUDEDIGITAL News               | News und Themen aus der Gebäudetechnik und Elektroinstallation                       | 25 × Jahr   |
| IoT Design News                   | Newsletter für embedded System Design-In                                             | 25 × Jahr   |
| inVISION Newsletter               | Brancheninformationen für die industrielle Bildverarbeitung und optische Messtechnik | 46 × Jahr   |
| SCHALTSCHRANKBAU Newsletter       | Informationen rund um den Schaltschrank- und Schaltanlagenbau                        | 48 × Jahr   |
| INDUSTRIE 4.0 & IIoT              | E-Magazin für die vierte industrielle Revolution                                     | 25 × Jahr   |
| Industrial Security News          | Trends und News zur IT-Sicherheit                                                    | 12 × Jahr   |
| Industrial Safety News            | Produkte und Lösungen aus dem Bereich Safety und Ex-Schutz                           | 12 × Jahr   |
| ROBOTIK UND PRODUKTION Newsletter | Branchennews und Neuheiten aus Robotik und Produktion                                | 50 × Jahr   |
| dhf Intralogistik Newsletter      | Informationen rund innerbetriebliche Logistik                                        | 24 × Jahr   |
| dima Newsletter                   | Informationen zur digitalen maschinellen Fertigung                                   | 25 × Jahr   |
| HOB Newsletter                    | Informationen zur maschinellen Holzbearbeitung                                       | 25 × Jahr   |
| [me] Newsletter                   | Informationen zu Mechatronik & Engineering                                           | 25 × Jahr   |

| 4. Produktsuchmaschine | |
| ---------------------- | --- |
| i-need                 | i-need.de |
|                        | Die Produktsuchmaschine bündelt Produktinformationen nach Branchen und bietet vernetzte Marktinformationen in den Bereichen: Automatisierungstechnik, Bildverarbeitung, Schaltschrankbau, Gebäudetechnik, Robotik und Produktion, Produktionstechnik und Industrie 4.0. |

| 5. App - Industrial News Arena | |
| ------------------------------ | --- |
|                                | Die News-App Industrial News Arena veröffentlicht permanent Brancheninformationen aus den Bereichen Automatisierung, industrielle Bildverarbeitung, Gebäudetechnik, industrielle IT, Robotik, Schaltschrankbau, Industrie 4.0, Künstliche Intelligenz und Maschinenbau. Die App ist für Leser kostenfrei und kann in den bekannten Appstores auf ein mobiles Endgerät heruntergeladen werden. |

| 6. Webinare TeDo TechTalks | |
| -------------------------- | --- |
|                            | Die TeDo TechTalks informieren die Teilnehmer über aktuelle Trends und Anwendungen aus ihrer Branche. In den einstündigen Webinaren präsentieren drei Unternehmen in jeweils zwanzigminütigen Vorträgen ihre Produkte und Lösungen zu einem Schwerpunktthema. Die Teilnahme an den Webinaren ist kostenfrei. |

| 7. Research | |
| ----------- | --- |
|             | TeDo Research erstellt nach derzeitig gültigem Wissenschaftsstandard Studien über Wettbewerbsumfelder, Bekanntheitsgrad von Marken und Produkten, Kundenstammanalysen, Mitarbeiterbefragungen und Zufriedenheitsanalysen |